# Marmota lui Menzbier
Marmota lui Menzbier (Marmota menzbieri) este o marmotă mică (mamifer săpător din ordinul rozătoarelor / Rodentia), care trăiește în vestul munților Tian-Șan. Specia a fost denumită în onoarea lui Mihail Alexandrovici Menzbier (1855 - 1935), un ornitolog rus.
Este cea mai mică marmotă, lungimea corpului fiind de 40-45 cm, coada  de 7-9 cm, iar greutate 2-3 kg. Are păr aspru și lung (pe spate are aproximativ 33 mm). Partea superioară a corpului și flancurile sunt de culoare închisă.  Obrajii, parțile laterale ale gâtului, partea inferioară a corpului și membrelor au o culoare deschisă. Coada este aproape monocrom negricioasă.
Marmota lui Menzbier are cel mai mic areal dintre toate speciile eurasiatice de marmote. Ea trăiește pe crestele muntoasă din vestul munților Tian-Șan din Kazahstan, Kârgâzstan și Uzbekistan, pe o suprafață de aproximativ 2000 km2, în zona stepelor alpine și subalpine, la o altitudine de 2500-3000 metri, la ieșirile apelor subterane și în locurile înzăpezite.
Galeriile de iarnă se află la o adâncime de 2,5-3 m. Hibernează în sezonul rece  aproximativ 7 luni (din septembrie până în aprilie). La reproducere participă mai puțin de jumătate (uneori doar 13%) din femele. Femelele nasc de obicei 3-4 pui o singură dată pe an. 